# 物質構造科学研究所
物質構造科学研究所（ぶっしつこうぞうかがくけんきゅうじょ、英語: Institute of Materials Structure Science、英語略称: KEK IMSS）は、高エネルギー加速器研究機構に設置されている研究所。大学共同利用機関。略称は物構研（ぶっこうけん）。

## 組織
- 放射光科学研究施設 (PF: Photon Factory)
  - 放射光科学第1研究系
  - 放射光科学第2研究系
- 中性子科学研究施設 (KENS: KEK Neutron Science Laboratory)
  - 中性子科学研究系
- ミュオン科学研究施設 (MSL: Muon Science Laboratory)
  - ミュオン科学研究系

## 大学院教育
総合研究大学院大学に参加している（高エネルギー加速器科学研究科物質構造科学専攻、先導科学研究科光科学専攻）。また、一部の研究室は東京大学大学院の連携講座として教育研究を行っている。